# Aji Anarjiri-Kamatero
Aji Anarjiri-Kamatero (gr. Δήμος Αγίων Αναργύρων-Καματερού, Dimos Ajion Anarjiron-Kamateru) – gmina w Grecji, w administracji zdecentralizowanej Attyka, w regionie Attyka, w jednostce regionalnej Ateny-Sektor Zachodni. Siedzibą gminy jest Aji Anarjiri. W jej skład wchodzi ponadto miasto Kamatero. W 2011 roku liczyła 62 529 mieszkańców. Powstała 1 stycznia 2011 roku w wyniku połączenia dotychczasowych gmin Aji Anarjiri i Kamatero.